# Justus Lipsius (budynek)
Justus Lipsius – budynek w Brukseli, w Belgii. Jest budynkiem pomocniczym Rady Unii Europejskiej i Rady Europejskiej.
Od 1995 r. był siedzibą Rady Unii Europejskiej oraz od 2002 r. de facto siedzibą Rady Europejskiej (de jure od 2004 r.), aż do ich przeniesienia na początku 2017 r. do sąsiedniego, zbudowanego w tym celu budynku Europa. Justus Lipsius jednak nadal zapewnia 22 dodatkowe pomieszczenia konferencyjne, powierzchnię biurową i duże centrum prasowe dla obu instytucji. Jest połączony, za pomocą dwóch łączników i tunelu z budynkiem Europa.

## Lokalizacja
Budynek znajduje się w Dzielnicy Europejskiej przy 175 Wetstraat / Rue de la Loi tuż obok ronda Schumana i naprzeciwko budynku Berlaymont, siedziby Komisji Europejskiej. Na zachód znajduje się budynek Europa. Na południu budynek graniczy z placem Jeana Jana i parkiem Leopolda. Fasada granicząca z placem w przyszłości ma zostać poddana renowacji, aby poprawić wygląd budynku. Połączenia komunikacyjne z budynkiem obejmują stację Schuman, która świadczy usługi metra, a także regionalne, krajowe i międzynarodowe usługi kolejowe. Stacja znajduje się bezpośrednio na północ od budynku Justus Lipsius.

## Historia
W 1985 r., w odpowiedzi na inicjatywę Belgii, Rada Unii Europejskiej uznała rząd Belgii Régie des Bâtiments jako instytucję zamawiającą budowę nowego budynku, lepiej dostosowanego do jej potrzeb. Kamień węgielny nowego budynku został położony w 1989 roku. Budynek znajduje się na gruntach będących wcześniej własnością rządu belgijskiego, w miejscu  gdzie dawniej przechodziła ulica Rue Juste Lipse, nazwana na cześć Justusa Lipsiusa, flamandzkiego filologa i humanisty. Nowa budowla otrzymała nazwę zburzonej ulicy, która łączyła Rue de la Loi z Rue Belliard. Bloki D i E dawnego Pałacu Résidence w 1920 r. zostały rozebrane, aby ustąpić miejsca nowej budowli. Oficjalna inauguracja miała miejsce 29 maja 1995 r., podczas francuskiej prezydencji w Radzie UE. W okresie budowy Rada Unii Europejskiej mieściła się w budynku Charlemagne, zlokalizowanym po drugiej stronie ulicy, odremontowanego i obecnie użytkowanego przez Komisję Europejską.
Począwszy od 2002 r. Rada Europejska używała Justus Lipsius jako swojej siedziby. Było to zgodne z zaawansowanym wdrożeniem porozumienia przywódców Unii Europejskiej, podczas ratyfikacji traktatu nicejskiego, w czasie gdy łączne członkostwo w UE przekroczyło 18 państw. Wcześniej szczyty Rady Europejskiej odbywały się w państwie członkowskim UE, które sprawowało czasową prezydencję w Radzie UE. Przeprowadzono szereg remontów, w tym przekształcenie parkingu podziemnego w dodatkowe sale konferencyjne, aby sprostać rosnącym wymaganiom obu instytucji i liczbie członków UE. 
Na początku 2017 r. Rada Europejska i Rada UE przeniosły się do nowej siedziby znajdującej się w Europie. Budynek Justus Lipsius (połączony dwoma łącznikami i tunelem z nowym miejscem) nadal jednak jest używany przez obie instytucje.

## Galeria

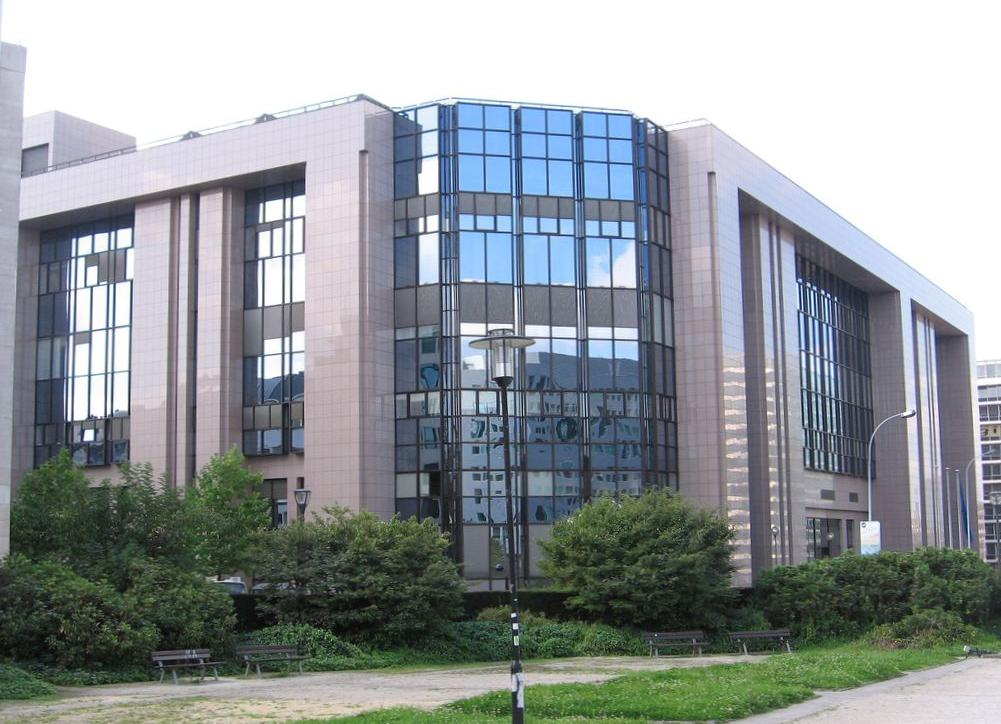
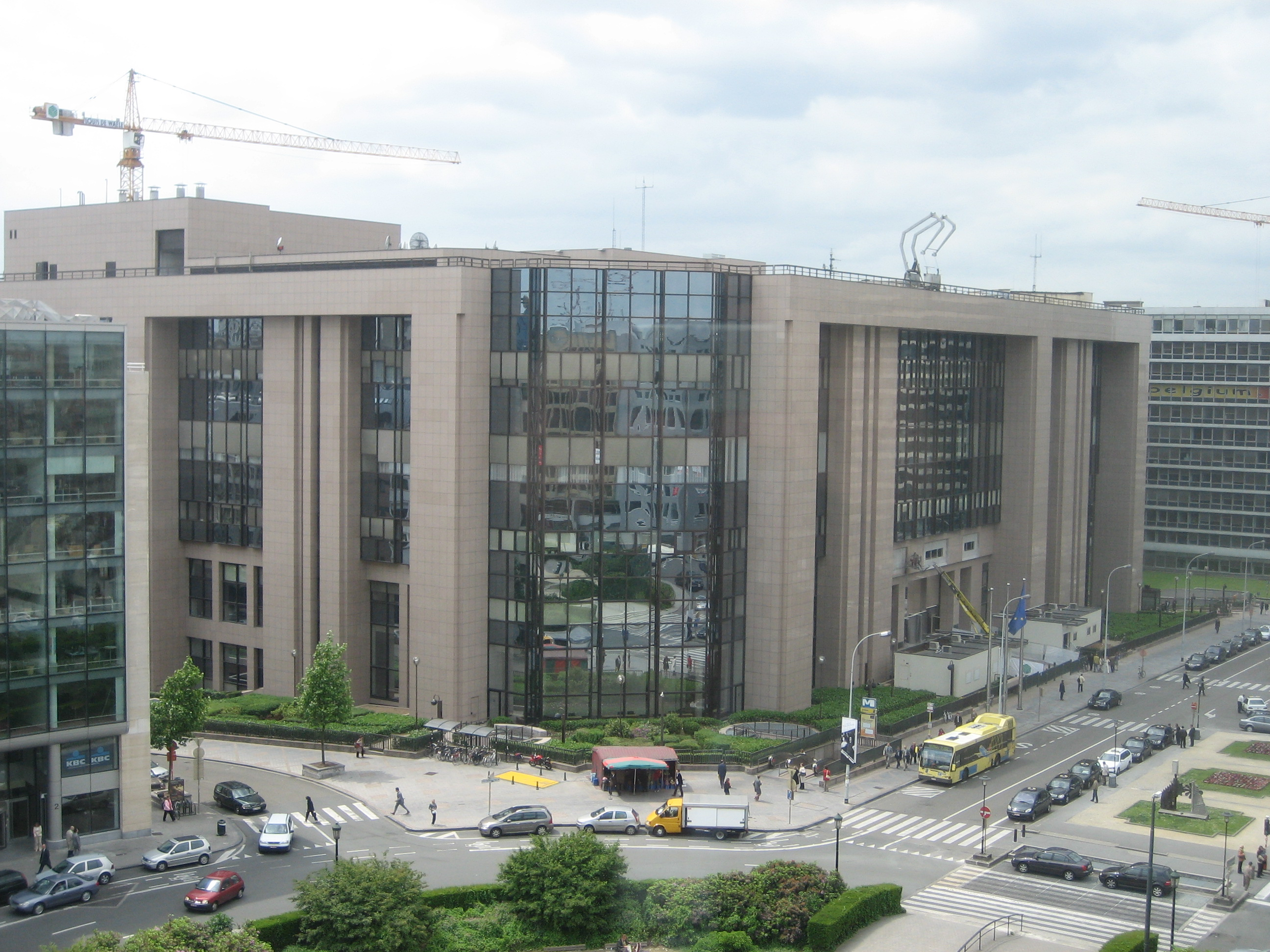
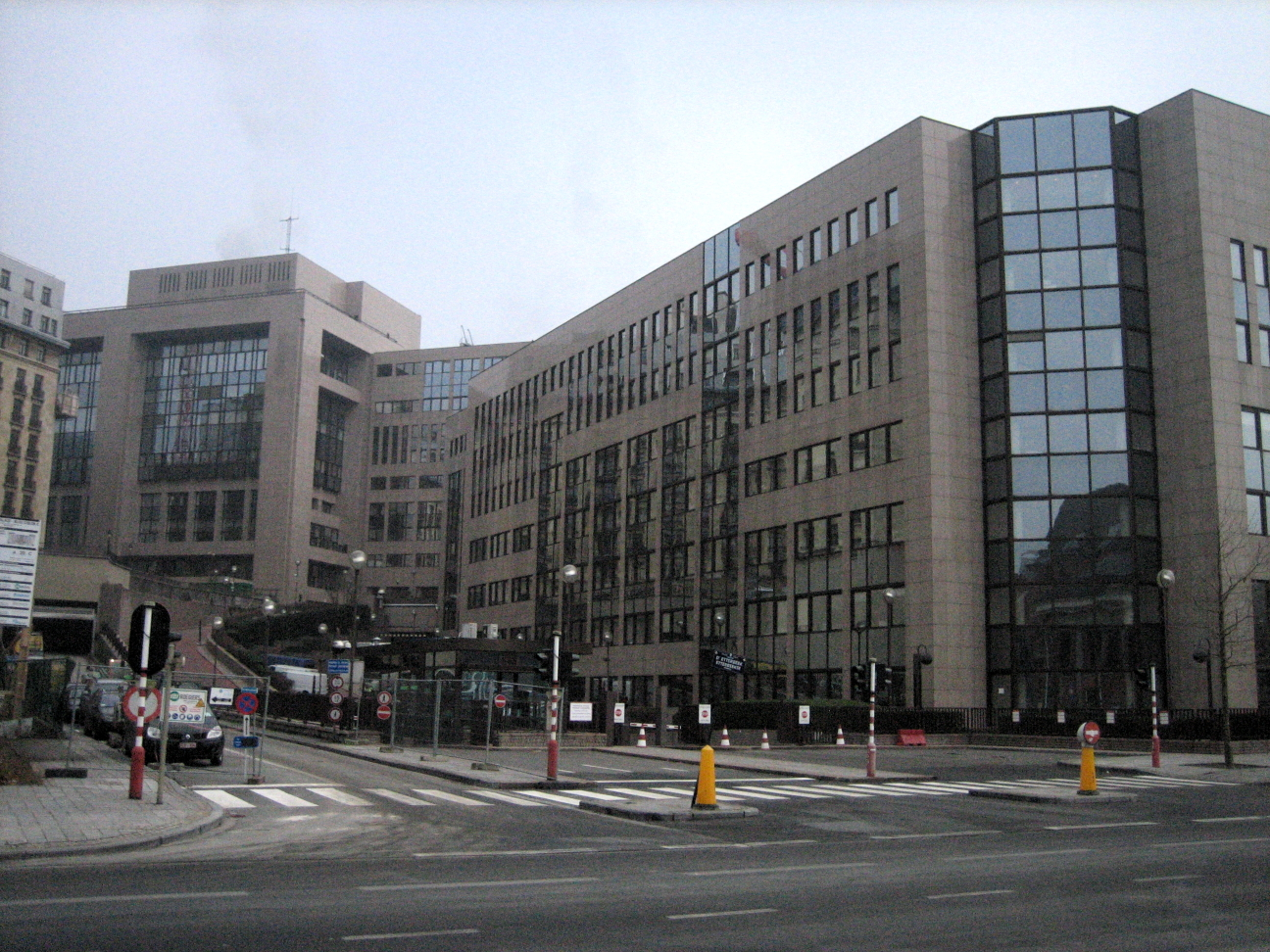
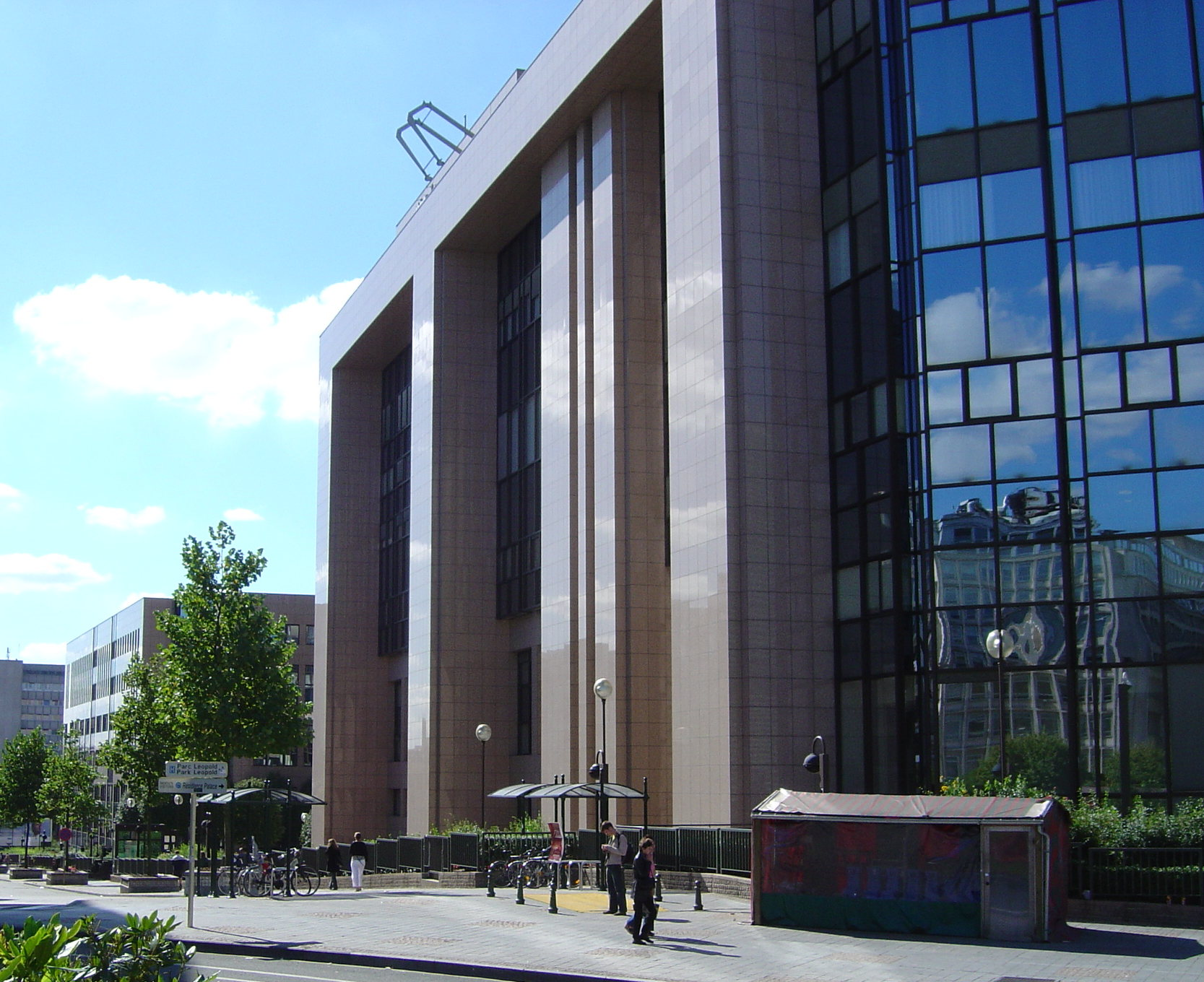
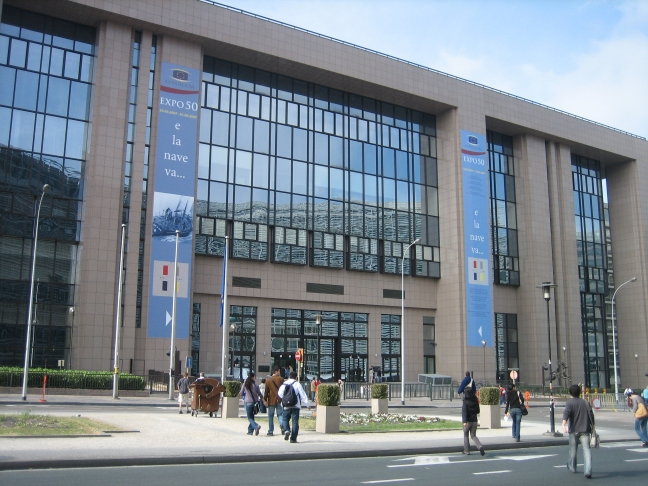
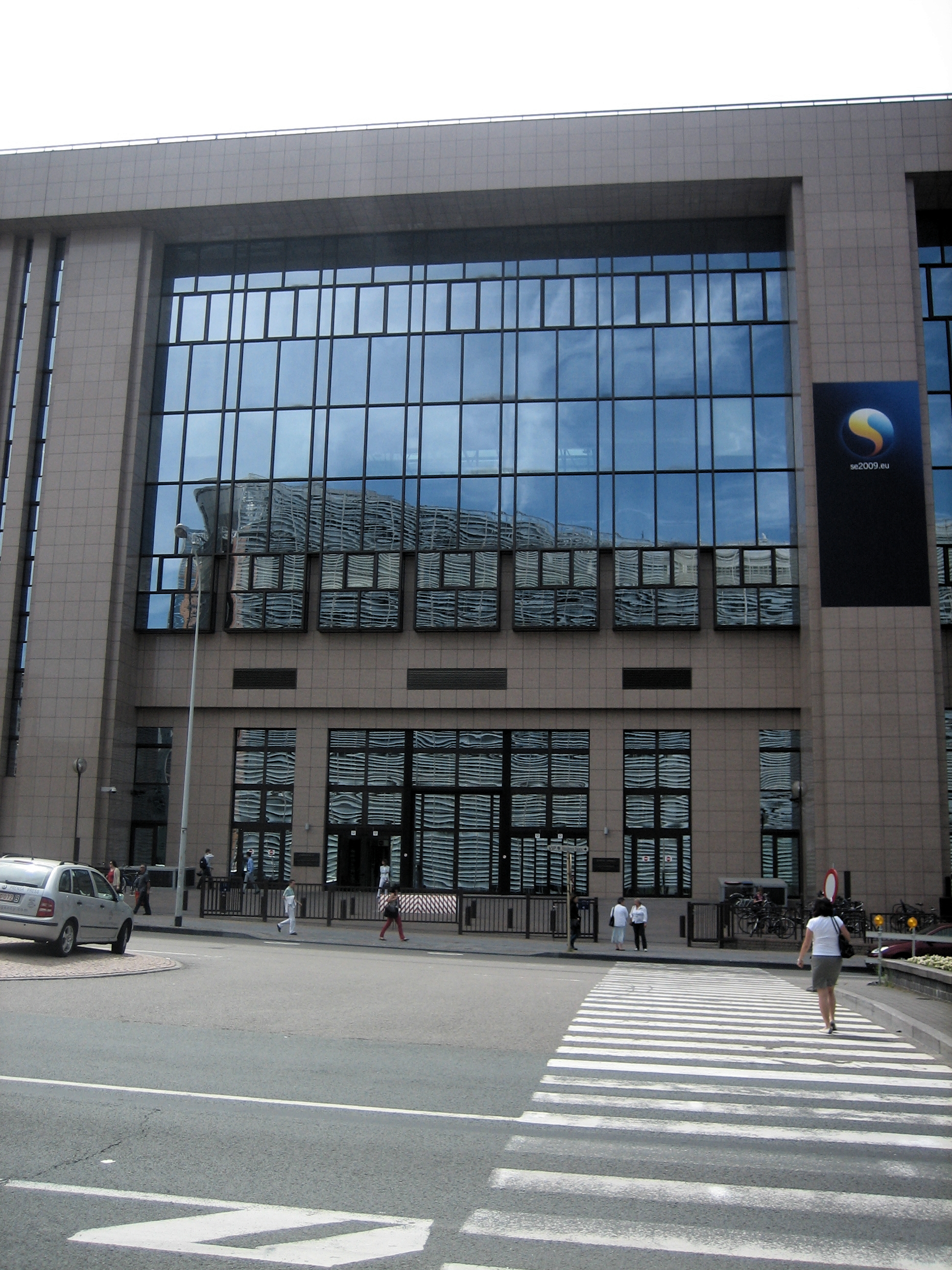
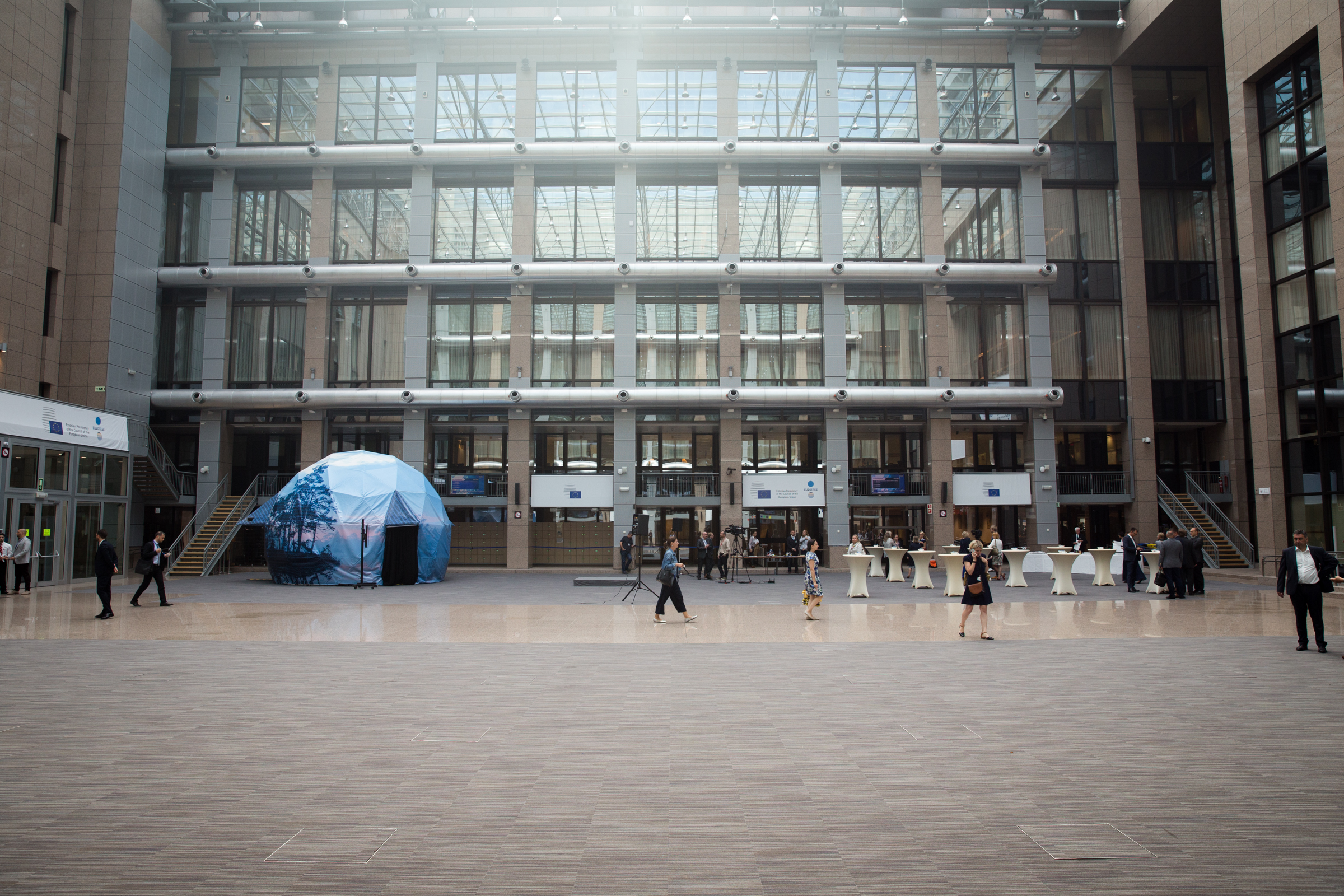
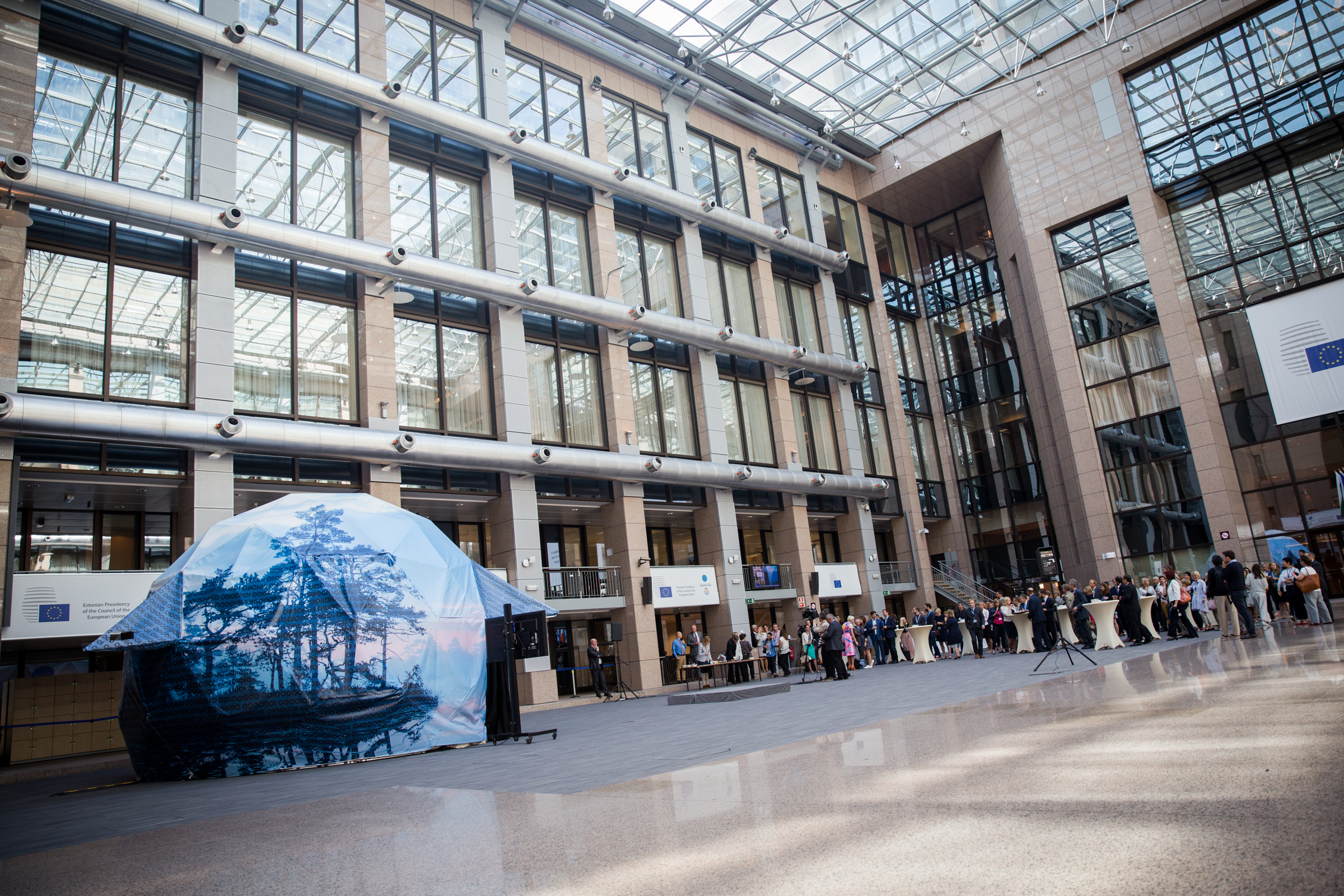